# علی‌آباد (زاوه)
علی‌آباد یا سهل‌آباد نام روستایی از توابع بخش مرکزی شهرستان زاوه در استان خراسان رضوی است. این روستا در دهستان صفائیه قرار دارد و برپایهٔ سرشماری عمومی نفوس و مسکن در سال ۱۳۹۰ جمعیت این روستا ۱٬۲۷۵ نفر (۳۸۰ خانوار) بوده است.